# Municipio de Millcreek (condado de Lebanon)
El municipio de Millcreek  (en inglés: Millcreek Township) es un municipio ubicado en el condado de Lebanon en el estado estadounidense de Pensilvania. En el año 2000 tenía una población de 2.921 habitantes y una densidad poblacional de 55.4 personas por km².

## Geografía
El municipio de Millcreek se encuentra ubicado en las coordenadas 40°20′00″N 76°15′59″O / 40.33333, -76.26639.

## Demografía
Según la Oficina del Censo en 2000 los ingresos medios por hogar en la localidad eran de $44,476 y los ingresos medios por familia eran $48,781. Los hombres tenían unos ingresos medios de $33,214 frente a los $21,854 para las mujeres. La renta per cápita para la localidad era de $18,428. Alrededor del 4,5% de la población estaban por debajo del umbral de pobreza.